# Thomas Raff
Thomas Raff (* 3. Januar 1947 in München; † 30. Oktober 2022 in Riederau) war ein deutscher Kunsthistoriker mit Schwerpunkten im Bereich der Materialikonologie, christlichen Ikonographie, von Künstlern des Jugendstils in München und der Geschichte von Dießen am Ammersee.

## Leben
Raff besuchte ab 1958 das Landheim Ammersee. Nach dem Abitur studierte er Rechtswissenschaft, dann Kunstgeschichte, Klassische Archäologie und Europäische Ethnologie (Volkskunde) an der Ludwig-Maximilians-Universität München. Er promovierte 1980 mit einer Arbeit über mittelalterliche Windpersonifikationen. Nach wissenschaftlichen Tätigkeiten an der Bibliotheca Hertziana von 1973 bis 1975, Redaktionsarbeit am Reallexikon zur Deutschen Kunstgeschichte, von 1978 bis 1980 und Ausstellungstätigkeit ging er 1985 als wissenschaftlicher Assistent an den Lehrstuhl für Kunstgeschichte der Universität Augsburg. Nach seiner Habilitation 1991 ebendort zur Ikonologie der Werkstoffe übernahm er 1993 eine Lehrstuhlvertretung und lehrte von 1996 bis 2009 als außerplanmäßiger Professor. Von 2010 bis 2020 war er Vorsitzender des Bayerischen Kunstgewerbevereins. Von besonderer Bedeutung waren seine Forschungen und Veröffentlichungen zu den Künstlern Thomas Theodor Heine, Franz von Stuck und Wilhelm Morgenstern (alias Willi Rudinoff) sowie zur Geschichte seines Wohnortes Dießen am Ammersee. Dort leitete er auch den Heimatverein und setzte sich für den Erhalt geschichtsträchtiger Orte ein.

## Ausstellungen
Kurator und kuratorische Mitarbeit: „Wallfahrt kennt keine Grenzen“ (Bayerisches Nationalmuseum, München, 1984); „Ein griechischer Traum. Klenze als Archäologe“ (Glyptothek, München, 1986); „Th. Th. Heine“ (Lenbachhaus, München, 1999–2000; Bröhan-Museum, Berlin, 2001); diverse Ausstellungen zu Franz von Stuck (Geburtshaus Franz von Stuck, Tettenweis, 2003, 2005, 2007, 2011); „Der Kunsthändler Paul Cassirer als Verleger“ (Max-Liebermann-Haus, Berlin; Jüdisches Museum, Frankfurt/M., 2006).

## Veröffentlichungen

### Monografien
- Das griechische Tagebuch des Soldaten Ernst von Poellnitz, geführt in den Jahren 1833/34. Edition und Kommentar. (= Schriftenreihe des Otto-König-von-Griechenland-Museums der Gemeinde Ottobrunn, Nr. 32). Ottobrunn 2021, ISBN 978-3-9819707-9-1.
- „Ju und Gu“. Otto Julius Bierbaum und seine erste Ehefrau Gusti Rathgeber. Eine Spurensuche in Dießen am Ammersee., Apelles, Starnberg 2019, ISBN 978-3-946375-08-1.
- Wilhelm Morgenstern alias Willi Rudinoff. Graphiker, Varieté-Künstler, Opernsänger und Freund Frank Wedekinds. Schriften der Frank Wedekind-Gesellschaft Bd. 6, Königshausen & Neumann, Würzburg 2015, ISBN 978-3-8260-5784-7.
- Die Majestäten Otto und Amalia von Griechenland porträtiert von dem Bildhauer Heinrich Max Imhof. Ottobrunn 2012, ISBN 978-3-00-040599-0.
- „Die Kraft des Mannes und die weiche Schmiegsamkeit des Weibes.“ Franz von Stuck: Das plastische Werk. Tettenweis 2011, ISBN 978-3-9808944-8-7.
- Du nimmst das alles viel zu tragisch. Briefe von Th. Th. Heine an Alfred Kubin, 1912–1947 (punctum 21. Abhandlungen aus Kunst & Kultur). scaneg, München 2009, ISBN 978-3-89235-121-4.
- Die Sprache der Materialien. Anleitung zu einer Ikonologie der Werkstoffe (Münchner Beiträge zur Volkskunde, hg. vom Institut für Volkskunde / Europäische Ethnologie der Universität München, 37). Waxmann, Münster u. a. 2008, ISBN 978-3-8309-1881-3) (2., verbesserte Aufl. der Habil.)
- Modell und Maler. Mary Stuck und ihr Vater (Katalog zur 19. Jahresausstellung im Geburtshaus Franz von Stuck in Tettenweis). Tettenweis 2007, ISBN 978-3-9808944-4-9.
- Ein Fest der Künste. Paul Cassirer. Der Kunsthändler als Verleger. Hg. von Rahel E. Feilchenfeldt und Thomas Raff. C. H. Beck, München 2006, ISBN 3-406-54086-4.
- Spaziergänge durch Diessen am Ammersee. Mit Fotos von Bernhard Jott Keller. Hg. von der Marktgemeinde Diessen. Dussa, Steingaden 2006, ISBN 978-3-922950-51-6.
- Christliche Themen im Werk Franz von Stucks (Katalog zur 17. Jahresausstellung im Geburtshaus Franz von Stuck in Tettenweis). Tettenweis 2005, ISBN 3-9808944-2-8.
- Die Wahrheit ist oft unwahrscheinlich. Thomas Theodor Heines Briefe an Franz Schoenberner aus dem Exil. (Veröffentlichungen der Deutschen Akademie für Sprache und Dichtung Darmstadt 82). Wallstein, Göttingen 2004, ISBN 3-89244-465-X.
- Franz von Stuck – der Maler und seine „Sünde(n)“ (Katalog zur 15. Jahresausstellung im Geburtshaus Franz von Stuck in Tettenweis). Tettenweis 2003, ISBN 3-9808944-0-1.
- Der Taubenturm zu Diessen. Vom Torturm zum Kunstturm. Hg. vom Heimatverein Diessen und Umgebung e.V. aus Anlass seines 75-jährigen Bestehens. Diessen 2000, ISBN 3-922950-44-2.
- Thomas Theodor Heine. Der Biss des Simplicissimus. Das künstlerische Werk. (Bd. 1 des Kataloges zur gleichnamigen Ausstellung in der Städt. Galerie München im Lenbachhaus, hg. von Helmut Friedel). Leipzig (Seemann) 2000, ISBN 3-363-00744-2.
- Idylle mit Schattenseiten. Diessener Lesebuch, Bd. 2 (mit Texten von O. J. Bierbaum, W. Hausenstein, H. Piontek, H. W. Richter u. v. a.). Diessen 1998.
- Zwischen Idylle und Weltgeschichte. Thomas Theodor Heine und Diessen am Ammersee. Dussa, Steingaden 1998, ISBN 3-922950-39-6.
- Die Sprache der Materialien. Anleitung zu einer Ikonologie der Werkstoffe. (Habilitationsschrift). Deutscher Kunstverlag München 1994, ISBN 3-422-06130-4.)
- Tagebuch eines Landlebens. Ein Diessener Lesebuch, Bd. 1 (mit Texten von O. J. Bierbaum, W. Hausenstein, O. Panizza, H. Stahl, B. König u. v. a.). Diessen 1990, (2. Aufl. 1998)
- 60 Jahre Heimatverein Diessen und Umgebung e.V. 1925–1985. Diessen 1985
- Diessen in alten Darstellungen und Schilderungen. Wolf und Sohn, München 1985, ISBN 3-922979-16-5.
- Spaziergänge durch Diessen am Ammersee. Ein Begleiter zu den historischen Stätten. Diessen (Heimatverein Diessen und Umgebung e.V.) 1982
- Diessen am Ammersee in alten Ansichten Europäische Bibliothek. Zaltbommel/Niederlande 1981, ISBN 90-288-1999-1.

### Aufsätze (Auswahl)
- „Volksmund“ oder „Kunstliteratur“? Warum nennen die Bürger von Dießen am Ammersee ihr Gemeindewappen „Fischermartl“? In: Thomas Dreier u. a. (Hrsg.): Anwalt des Urheberrechts. Festschrift für Gernot Schulze zum 70. Geburtstag. München (C. H. Beck) 2017, S. 495–499.
- Thomas Theodor Heine als Autor. Gedanken zu den Manuskripten aus seinem Nachlass im Literaturarchiv der Monacensia. In: Waldemar Fromm u. a. (Hrsg.): Freunde der Monacensia e.V. Jahrbuch 2017. München (Allitera) 2017, S. 218–228.
- Der Texter und der Zeichner: Ludwig Thoma und Olaf Gulbransson. In: Elisabeth Tworek (Hrsg.): Trügerische Idylle. Schriftsteller und Künstler am Tegernsee 1900–1945. München (Allitera) 2017, S. 24–37.
- Warum hat Thomas Theodor Heine den Tegernsee gemieden? Die Beziehungen zwischen Thomas Theodor Heine, Ludwig Thoma und Olaf Gulbransson. In: Elisabeth Tworek (Hrsg.): Trügerische Idylle. Schriftsteller und Künstler am Tegernsee 1900–1945. München (Allitera) 2017, S. 48–59.
- Artikel „Eduard Thöny“. In: Neue Deutsche Biographie, Bd. 26 (2016), S. 160–162.
- Die Gelehrtenmedaillons an der Fassade des Universitätshauptgebäudes. In: Claudius Stein (Hrsg.): Domus Universitatis. Das Hauptgebäude der LMU 1835–1911 – 2011. München (Utz) 2015, S. 47–57 und 259–263.
- „Mit voller Lungenkraft blies er in die Kriegsposaune.“ Der Simplicissimus im Ersten Weltkrieg. In: Waldemar Fromm u. a. (Hrsg.): Freunde der Monacensia e.V. Jahrbuch 2015. München (Allitera), S. 226–246.
- Zephyr und die anderen. In: Thomas Weiß (Hrsg.): Flora, Fauna, Gartenfreude. Das Gartenreich Dessau-Wörlitz im Kreislauf der Natur. Welterbe der UNESCO. Wettin (Stekovics) 2015, S. 278–287.
- „Constat enim ex auro, argento, aere et ferro …“ Überlegungen zur Bedeutung der Materialien mittelalterlicher Radleuchter. In: Karl Bernhard Kruse (Hrsg.): Der Heziloleuchter im Hildesheimer Dom. Regensburg (Schnell + Steiner) 2015, S. 339–343.
- Maria mit sieben Sternen im Nimbus. Gedanken zur ehemaligen Stiftskirche in Dießen aus Anlass ihrer Weihe vor 275 Jahren. In: Jahrbuch Lech-Isar-Land 2015, S. 229–242.
- Die „uralte“ Kirche St. Martin in Hädern bei Dießen am Ammersee – eine Revision. In: Jahrbuch Lech-Isar-Land 2013, S. 237–258.
- Die Visualisierung der Visionen. Apokalypse und bildende Kunst. In: Hans-Georg Gradl u. a. (Hrsg.): Am Ende der Tage. Apokalyptische Bilder in Bibel, Kunst, Musik und Literatur. Regensburg (Pustet) 2011, S. 124–141.
- Ironie und Satire. Thomas Mann und Thomas Theodor Heine. In: Dirk Heißerer (Hrsg.): Thomas Mann in München V. Vorträge 2007–2009, Dokumentation (= Thomas-Mann-Schriftenreihe. Bd. 8). München 2010, S. 115–164.
- Überlegungen zur Methode der Materialikonologie. In: Aleksandra Lipinska (Hrsg.): Material rzezby. Miedzy technika a semantyka. – Material of Sculpture. Between Technique and Semantics (= Acta Universitatis Wratislaviensis No 3156, Historia Sztuki XXIX). Wrocław 2009, S. 217–228.
- Extra Bavariam nulla vita? Überlegungen zu einer Redensart. In: Schönere Heimat, 98. Jg., 2009/Heft 1, S. 16–18.
- „Ein Trinck-Geschirr samt einem Trächterlein“. Der Trichter als Element der traditionellen Pilgerausstattung. In: Bayerisches Jahrbuch für Volkskunde 2007 (Gedenkschrift für Ingolf Bauer), S. 169–173.
- „Er hatte Begabung nach verschiedenen Seiten hin“. Paul Cassirers Münchner Jahre (1893–1897). In: Rahel E. Feilchenfeldt und Thomas Raff (Hrsg.): „Ein Fest der Künste!“ Paul Cassirer. Der Kunsthändler als Verleger. München (C. H. Beck) 2006, S. 43–57.
- Der Vierzehn-Nothelfer-Altar in der Diessener Josefskapelle. In: Jahrbuch Lech-Isar-Land 2005, S. 49–86.
- Dekoration als Programm oder Programm als Dekoration? „Bilder“ im Hauptgebäude der Ludwig-Maximilians-Universität München. In: Helge Gerndt und Michaela Haibl (Hrsg.): Der Bilderalltag. Perspektiven einer volkskundlichen Bildwissenschaft. Münster (Waxmann) 2005, S. 333–353.
- Hodlers „Der Frühling“. Zur Deutung. In: Mario-Andreas von Lüttichau (Hrsg.): Ferdinand Hodler. „Der Frühling“ (= Kunstwerke Folkwang 1). Essen 2005, S. 42–59.
- Das Bild der Armut im Mittelalter. In: Otto Gerhard Oexle (Hrsg.): Armut im Mittelalter (= Vorträge und Forschungen, hg. vom Konstanzer Arbeitskreis für mittelalterliche Geschichte 58). Ostfildern (Thorbecke) 2004, S. 9–25.
- Der Teufel Bitru, der Taxil-Schwindel und der „Simplicissimus“. In: Quatuor Coronati Jahrbuch 2003 (Nr. 40). Hg. von der Freimaurerischen Forschungsgesellschaft e.V. und der Forschungsloge Quatuor Coronati. Bayreuth 2003, S. 217–234.
- Das Meersburger Glaserhäusle und der Simplicissimus. In: allmende. Zeitschrift für Literatur 23, Nr. 72, September 2003, S. 115–125.
- Iconologia delle materie. In: Enrico Castelnuovo und Giuseppe Sergi (Hrsg.): Arti e storia nel Medioevo, Bd. 2 (Del costruire: tecniche, artisti, artigiani, committenti). Turin (Einaudi) 2003, S. 395–416 (zusammen mit Norberto Gramaccini).
- Heulen und Zähneklappern. Gedanken zur Mimik in der mittelalterlichen Kunst. In: Österreichische Zeitschrift für Volkskunde, N. S. Bd. LVI (105), 2002, S. 375–388.
- Lächeln, Lachen, Zähne Zeigen. Gedanken zum Wandel der Mimik. Ein Essay. In: Jahrbuch für Volkskunde, N. F. 24, 2001, S. 163–188.
- Der Taubenturm zu Dießen am Ammersee. Ein Baudenkmal aus der Zeit des Dreißigjährigen Krieges. In: Jahrbuch Lech-Isar-Land 2000, S. 35–54.
- Damit das Glück nicht herausfällt, oder: Wie herum hängt man ein Hufeisen auf? In: Daniel Drascek u. a. (Hrsg.): Erzählen über Orte und Zeiten. Eine Festschrift für Helge Gerndt und Klaus Roth (= Münchner Beiträge zur Volkskunde 24). Münster u. a. (Waxmann) 1999, S. 325–343.
- Goethe und der Granit. In: Martin Ortmeier und W. Helm (Hrsg.): Granit (Freilichtmuseum Finsterau) 1997, S. 125–143.
- Tiepolo und Pittoni. Die zwei venezianischen Altargemälde in der Klosterkirche Diessen. In: Jahrbuch Lech-Isar-Land 1996, S. 25–47.
- Materialikonologie – Materialideologie: Granit. In: Anzeiger des Germanischen Nationalmuseums und Berichte aus dem Forschungsinstitut für Realienkunde. 1995, S. 160–168.
- „Materia superat opus“. Materialien als Bedeutungsträger bei mittelalterlichen Kunstwerken. In: Herbert Beck und Kerstin Hengevoss-Dürkop (Hrsg.): Studien zur Geschichte der europäischen Skulptur im 12./13. Jahrhundert (Schriften des Liebieghauses). Frankfurt/M. 1994, S. 17–28.
- Die Münchner Propyläen, ein Denkmal des griechischen Freiheitskampfes. In: Reinhard Heydenreuter (u. a. Hrsg.): Die erträumte Nation. Griechenlands Wiedergeburt im 19. Jahrhundert. München 1993, S. 195–207 (2. Aufl. 1995).
- Die Wallfahrts- und Weihemedaillen der Zinngießerei Schweizer in Diessen am Ammersee. Ein Beitrag zu Herstellung und Vertrieb von Devotionalien im 18. und 19. Jahrhundert. In: Jahrbuch für Volkskunde, N.F. 11, 1988, S. 134–218.
- 23 Katalogtexte in: Rudolf Frankenberger und Paul Berthold Rupp (Hrsg.): Wertvolle Handschriften und Einbände aus der ehemaligen Oettingen-Wallersteinschen Bibliothek. Wiesbaden (Reichert) 1987.
- „Wallfahrt kennt keine Grenzen“. Katalog zur gleichnamigen Ausstellung im Bayerischen Nationalmuseum. München 1984 (Redaktion und über 100 Katalogtexte)
- Das „heilige Kerámion“ und „Christós der Antiphonetés“. Überlegungen zu zwei wenig bekannten Christusbildtypen und ihren Legenden. In: Helge Gerndt u. a. (Hrsg.): Dona Ethnologica Monacensia. Festschrift Leopold Kretzenbacher. Oldenbourg, München 1983, S. 143–161.
- Carl Spitzweg zeichnet einen Diessener Brunnen. In: Jahrbuch Lech-Isar-Land 1981, S. 63–72.
- Der heilige Georg als Knabenretter. In: Münchner Zeitschrift für Balkankunde 3, 1980, S. 113–126.
- Überlegungen zum Gebälkmodell des Diessener Kirchturms. In: Jahrbuch Lech-Isar-Land 1980, S. 141–146.
- Zwei unbekannte Darstellungen des Klosters Diessen aus dem 16. und 17. Jahrhundert. In: Jahrbuch Lech-Isar-Land 1979, S. 157–170.
- Die Ikonographie der mittelalterlichen Windpersonifikationen. In: Aachener Kunstblätter 48, 1978/79, S. 71–218 (= Dissertation).